# Merops albicollis
Il gruccione golabianca (Merops albicollis Vieillot, 1817) è un uccello della famiglia Meropidae, diffuso nell'Africa subsahariana.

## Descrizione

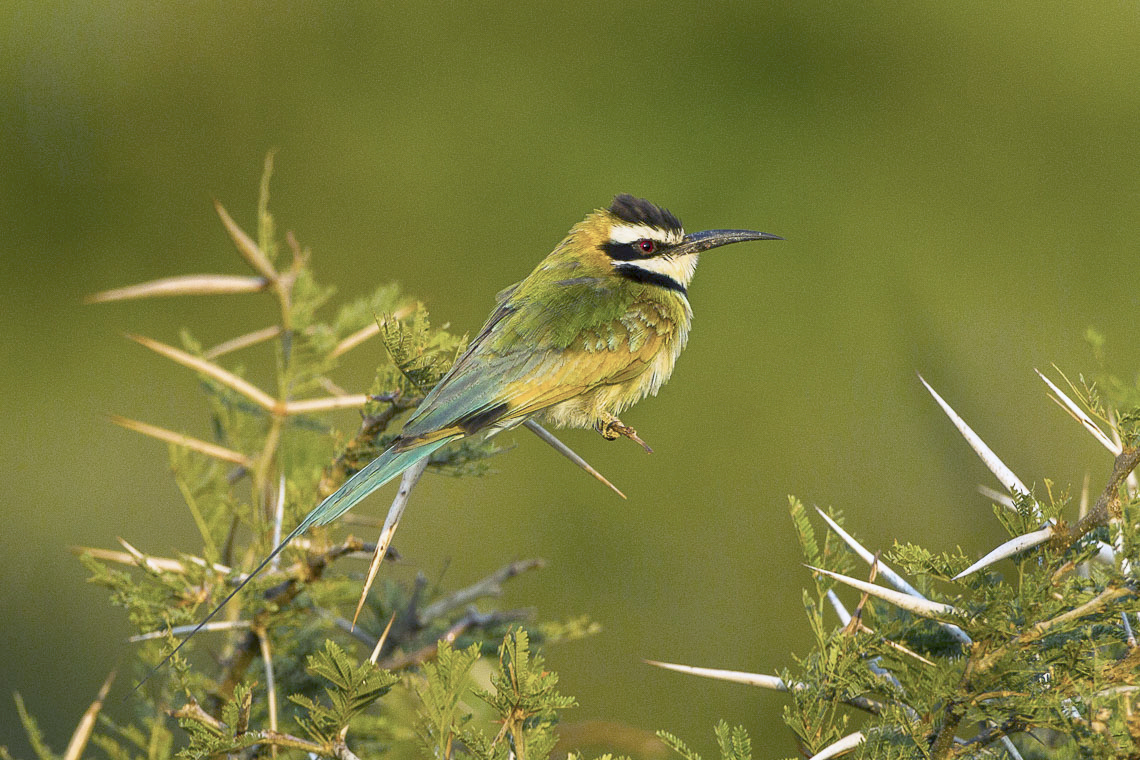

La specie misura circa 23 cm di lunghezza. Presenta una caratteristica alternanza di striature nere e bianche sulla testa e sul petto: il capo è nero, vi sono poi una striscia sopracciliare bianca e una striscia oculare nera; la gola è bianca e sul petto vi è una striscia trasversale nera. Il resto del petto è di colore chiaro. Il corpo presenta varie sfumature del verde e del giallo mentre l'estremità delle ali e la coda sono azzurre. Analogamente alla specie Merops nubicoides le due remiganti centrali sono più lunghe e sottili delle altre. Il becco è sottile e leggermente ricurvo. Non vi è dimorfismo sessuale.

## Biologia
Si nutre principalmente di insetti volanti che cattura cacciando da un basso posatoio. Tra le sue prede preferite vi sono diverse specie di imenotteri e termiti alate. È in grado di riconoscere le vespe velenose; quando ne cattura una la tiene ferma con l'estremità del becco e la strofina contro il terreno o sul posatoio, in modo che il veleno dell'insetto si scarichi contro di esso per poterlo poi mangiare senza pericolo. Cattura anche ragni, lucertole e insetti terricoli nei terreni aperti. È in grado di compiere un volo veloce inframmezzato da planate sia diritte che effettuate in circolo. È una specie gregaria che forma stormi anche molto numerosi. Normalmente passa la notte sugli alberi, con gli individui ammassati a stretto contatto fra di loro. Durante la nidificazione, invece, le coppie dormono nella propria galleria. Il nido consiste in una galleria scavata nella sabbia su un pendio o in piano, che termina con una camera non foderata. Il gruccione golabianca è un uccello poco territoriale che sorveglia solo una piccola area all'ingresso della galleria. Molte delle coppie di una colonia dispongono di uno o più individui non coinvolti nella riproduzione, che le aiutano nella nidificazione (riproduzione cooperativa).

## Distribuzione e habitat
È un uccello migratore diffuso in una striscia di territorio che si estende dai margini meridionali del Sahara all'Africa orientale, centrale e occidentale. Nidifica nelle zone aride a ridosso del deserto, in terreni aperti con vegetazione limitata a pochi arbusti e sverna più a sud in savane umide, praterie tropicali e margini di foreste.